# Öjemossarnas naturreservat (del i Grästorps kommun)
Öjemossarnas naturreservat är ett naturreservat i Grästorps kommun och Vänersborgs kommun i Västra Götalands län.
I denna artikel tas enbart den del som ligger i Grästorps kommun upp, helheten och delen i Vänersborgs kommun beskrivs i artikeln Öjemossarnas naturreservat.
Denna del är naturskyddat sedan 1982 och är 79 hektar stort.